# Бручате ди Сото (Потенца)
Бручате ди Сото (итал. Bruciate di Sotto) је насеље у Италији у округу Потенца, региону Базиликата.
Према процени из 2011. у насељу је живело 37 становника. Насеље се налази на надморској висини од 912 м.